# Heinäsaari (ö i Norra Savolax, Nordöstra Savolax, lat 62,81, long 28,41)
Heinäsaari är en halvö i Finland. Den ligger i sjön Juojärvi och i kommunen Tuusniemi i den ekonomiska regionen  Nordöstra Savolax ekonomiska region  och landskapet Norra Savolax, i den centrala delen av landet, 300 km nordost om huvudstaden Helsingfors.